# Primtalhalde, Schloßhalde
Das Gebiet Primtalhalde, Schloßhalde war ein 1,5 Hektar großes Landschaftsschutzgebiet auf dem Gebiet der damaligen Gemeinde Göllsdorf (heute ein Stadtteil der Stadt Rottweil) im Landkreis Rottweil in Baden-Württemberg. Es wurde am 1. Februar 1953 ausgewiesen. Mit der Ausweisung des Landschaftsschutzgebiets Schwarzer Felsen-Höllenstein am 29. Juni 1990 wurde die Verordnung aufgehoben und das Landschaftsschutzgebiet in die neuen Schutzgebiete integriert.
Das Gebiet lag nordwestlich von Gölsdorf am rechten Talhang des Primtals im Gewann Breite Halde und wurde als „Talhang, Felsen [und] Weide mit Bäumen“ beschrieben.